# 伊藤通明
伊藤 通明（いとう みちあき、1935年11月16日 - 2015年9月26日）は、福岡県出身の俳人。宗像郡福間町生まれ。西南学院大学文学部英文学科卒。大学時代、安住敦の句文に接したことから俳句をはじめる。1962年、同人誌「裸足」創刊編集。1967年、「春燈」入会、安住敦に師事。1986年、「裸足」を「白桃」に改称し主宰。代表句に「夕月や脈うつ桃をてのひらに」などがあり、みずみずしい叙情句が特色。句集に『白桃』『西国』『蓬莱』『荒神』、編著に『久保田万太郎』などがある。

## 受賞
- 1976年 - 第22回角川俳句賞（「白桃」50句により）
- 1977年 - 第8回福岡市文学賞
- 1980年 - 第4回俳人協会新人賞（句集『白桃』により）
- 2008年 - 第48回俳人協会賞、第9回山本健吉文学賞（ともに句集『荒神』により）
- 2013年 - 第38回福岡市文化賞

## 著書
- 『伊藤通明集』俳人協会 自註現代俳句シリーズ 1983
- 『西国 句集』富士見書房 「俳句研究」句集シリーズ 1989
- 『蓬莱 伊藤通明句集』角川書店 今日の俳句叢書 1997
- 『荒神 句集』角川書店 2008

### 編著
- 『秀句三五〇選 2　鳥』編著　蝸牛社 1989
- 『秀句三五〇選 32 海』編著 蝸牛社 1992
- 『久保田万太郎』編著 蝸牛社 蝸牛俳句文庫 1997